# Michael Hebenstreit
Michael Hebenstreit (* um 1812; † nach 1875) war ein österreichischer Kapellmeister und Komponist für Bühnenmusik.

## Leben
Über Michael Hebenstreits Leben ist so gut wie nichts überliefert, lediglich einige wenige Partituren sind erhalten geblieben. Er war ein Nachfolger von Adolf Müller senior als Kapellmeister sowie auf dem Gebiet der Bühnenmusik und arbeitete oft mit Johann Nestroy zusammen. Seine Wirkungsstätte war das Leopoldstädter Theater, nach dem Abriss und Neubau unter Direktor Carl Carl seit Dezember 1847 Carltheater genannt, wo er bis zu seinem Tode, nach 1875, tätig war.
Nach der Premiere von Höllenangst am 17. November 1849 schrieb der Österreichische Courier vom 20. November 1849 (Nr. 276, S. 1104) über Hebenstreits Musik eher abfällig, sie wäre „– gelinde bezeichnet – mittelmäßig“.
Hebenstreit war der Entdecker und Förderer der Opernsängerin Etelka Gerster (1855–1920). Da er sie von 1874 bis 1875 am früheren Wiener Konservatorium unterrichtete, muss sein Todesjahr nach 1875 liegen.

## Kompositionen (soweit überliefert)

### Für Johann Nestroy
- Liebesgeschichten und Heurathssachen (1843)
- Die schlimmen Buben in der Schule (1847); zur Eröffnung des neugebauten Carltheaters
- Martha oder Die Mischmonder Markt-Mägde-Miethung (1848)
- Die lieben Anverwandten (1848)
- Freiheit in Krähwinkel (1848)
- Lady und Schneider (1849)
- Judith und Holofernes (1849)
- Der alte Mann mit der jungen Frau (1849)
- Höllenangst (1849)
- Der holländische Bauer (1850)
- Karikaturen-Charivari mit Heurathszweck (1850)

### Für andere Autoren
- Josef Kilian Schickh:
  - Das Zauber-Diadem oder Abenteuer eines Stubenmädels (1836).
- Wilhelm Turteltaub:
  - Nur eine löst den Zauberspruch, oder Wer ist glücklich? (1841).
- Friedrich Hopp:
  - Doktor Faust's Hauskäppchen oder Die Herberge im Walde (um 1850)
  - Der Pelzpalatin und der Kachelofen, oder Der Jahrmarkt zu Rautenbrunn (1853).
- Friedrich Kaiser:
  - Eine Posse als Medizin (1850).
  - Mönch und Soldat (1850).
  - Dienstbothenwirthschaft, oder Chatoulle und Uhr (1852).
  - Müller und Schiffmeister (1853).